# Fresnes-au-Mont
Fresnes-au-Mont è un comune francese di 153 abitanti situato nel dipartimento della Mosa nella regione del Grand Est.

## Storia

### Simboli
Lo stemma è stato adottato dal comune nell'ottobre del 2016.
La foglia di frassino (in francese frêne) e il monte fanno riferimento al toponimo di Fresnes (un tempo Franium, Frenium), e Mont ("monte").
La testa di lupo (loup) e quella del dio dei venti (vent), sono anch'esse armi parlanti per Louvent, una frazione di Fresnes che nel 1723 venne elevata a capoluogo della baronia che comprendeva Fresnes-au-Mont, Louvent e Lahaymeix, dal signore del luogo Gabriel d’Armur de Louvent (o de Louvan).

## Società

### Evoluzione demografica
Abitanti censiti